# International Journal of Cancer
International Journal of Cancer  is een internationaal, aan collegiale toetsing onderworpen wetenschappelijk tijdschrift op het gebied van de oncologie. De naam wordt in literatuurverwijzingen meestal afgekort tot Int. J. Canc. Het wordt uitgegeven door John Wiley & Sons en verschijnt 24 keer per jaar. Het eerste nummer verscheen in 1966.